# Cappella di São Frutuoso de Montélios
La cappella di São Frutuoso de Montélios, eretta a fianco alla chiesa di San Francesco, nell'ex freguesia Real in quel di Braga, è un piccolo edificio a croce greca, simile per volumi e dimensioni al Mausoleo di Galla Placidia a Ravenna (secolo V). Fu fondata, forse sul sito di un tempio pagano dedicato ad Asclepio, da san Fruttuoso, arcivescovo di Braga dal 656 al 665, che in essa ebbe sepoltura.

## Descrizione
L'edificio è composto da quattro bracci quadrati che si innestano a un corpo centrale più alto, anch'esso quadrato e coperto a cupola; il passaggio tra i vani laterali e quello centrale è schermato da trifore su colonne con capitelli corinzi. In origine anche i vani laterali sembra fossero coperti da cupole, impostate su un giro di arcate su colonne (oggi resta solo un muro circolare a cui queste si appoggiavano) che dovevano evocare la fonte della vita. All'esterno i quattro bracci sono scanditi da nicchie poco profonde, alternativamente ad arco e a terminazione triangolare (un'alternanza che si ritrova anche nel Battistero di Saint Jean a Poitiers, del secolo VI, oltre che in transenne scolpite di epoca visigotica), ogni braccio è coronato da un'elegante cornice modanata e le tre facciate conservate sono concluse da timpani triangolari di matrice classica, corrispondenti al tetto a due falde che copre ciascun braccio. Il corpo centrale più alto è invece ornato da una cornice a minuti archetti, forse in origine sorretti da colonnine.
Di particolare rilievo è la qualità delle murature, tutte in pietra squadrata, secondo una tecnica ereditata dall'antichità romana e caratteristica degli edifici di epoca visigotica (San Juan Bautista, Baños de Cerrato, Palencia; Santa Lucia del Trampal, Alcuescar, Cáceres; San Pedro de la Nave, El Campillo, Zamora).
In São Frutuoso de Montélios le pietre si dispongono simmetricamente attorno alla porta di ingresso, alle nicchie che scandiscono l'esterno e anche all'interno dei timpani triangolari, facendo compenetrare struttura e ordine geometrico, come si verifica in altri edifici di quest'epoca, quali il Mausoleo di Teodorico a Ravenna (secolo VI) o il Santuario di San Simeone presso Aleppo e le contemporanee basiliche siriane, anch'esse del secolo VI.

## Galleria d'immagini

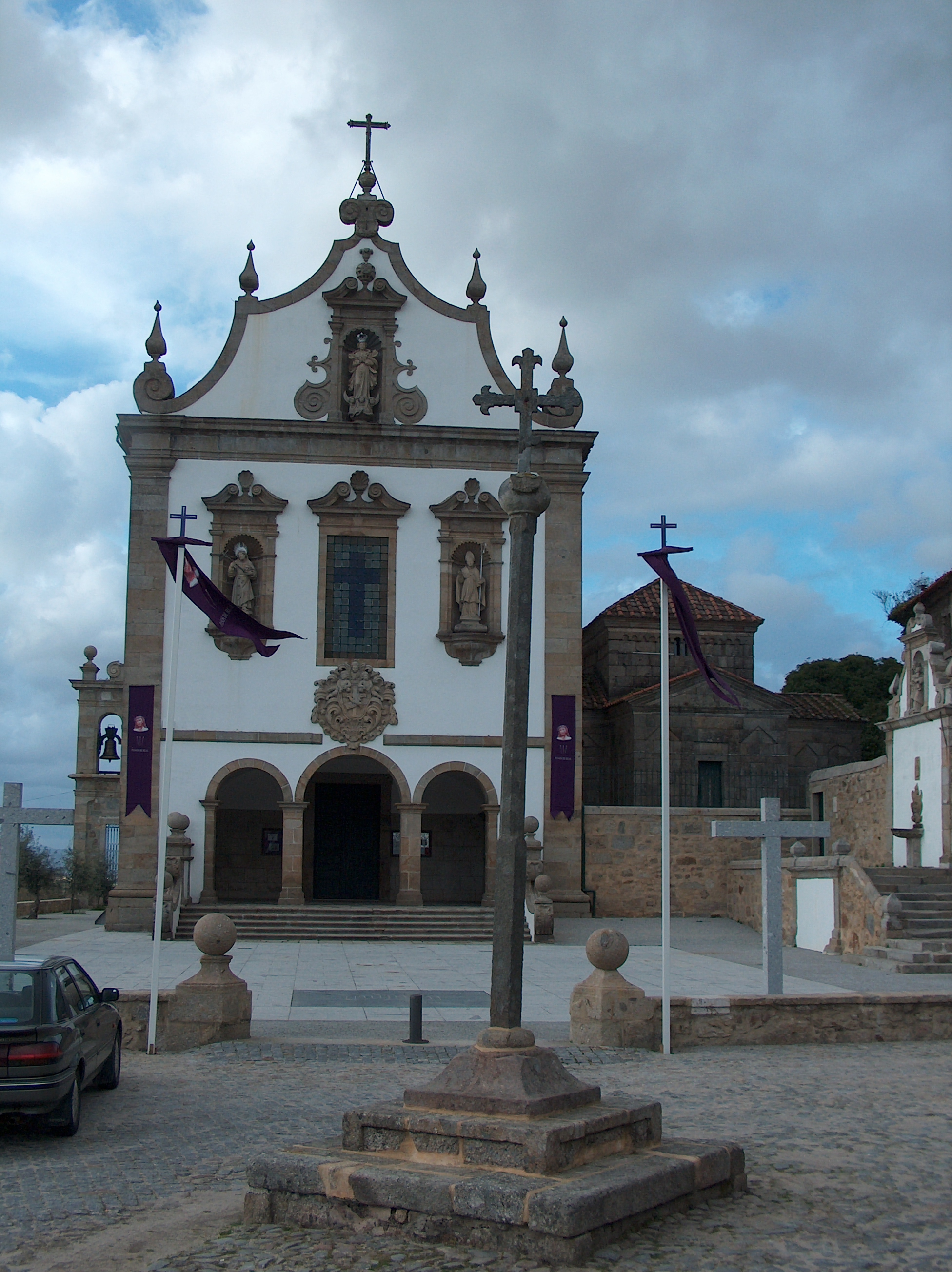
Facciata della chiesa di san Francesco con a fianco la cappella di São Frutuoso
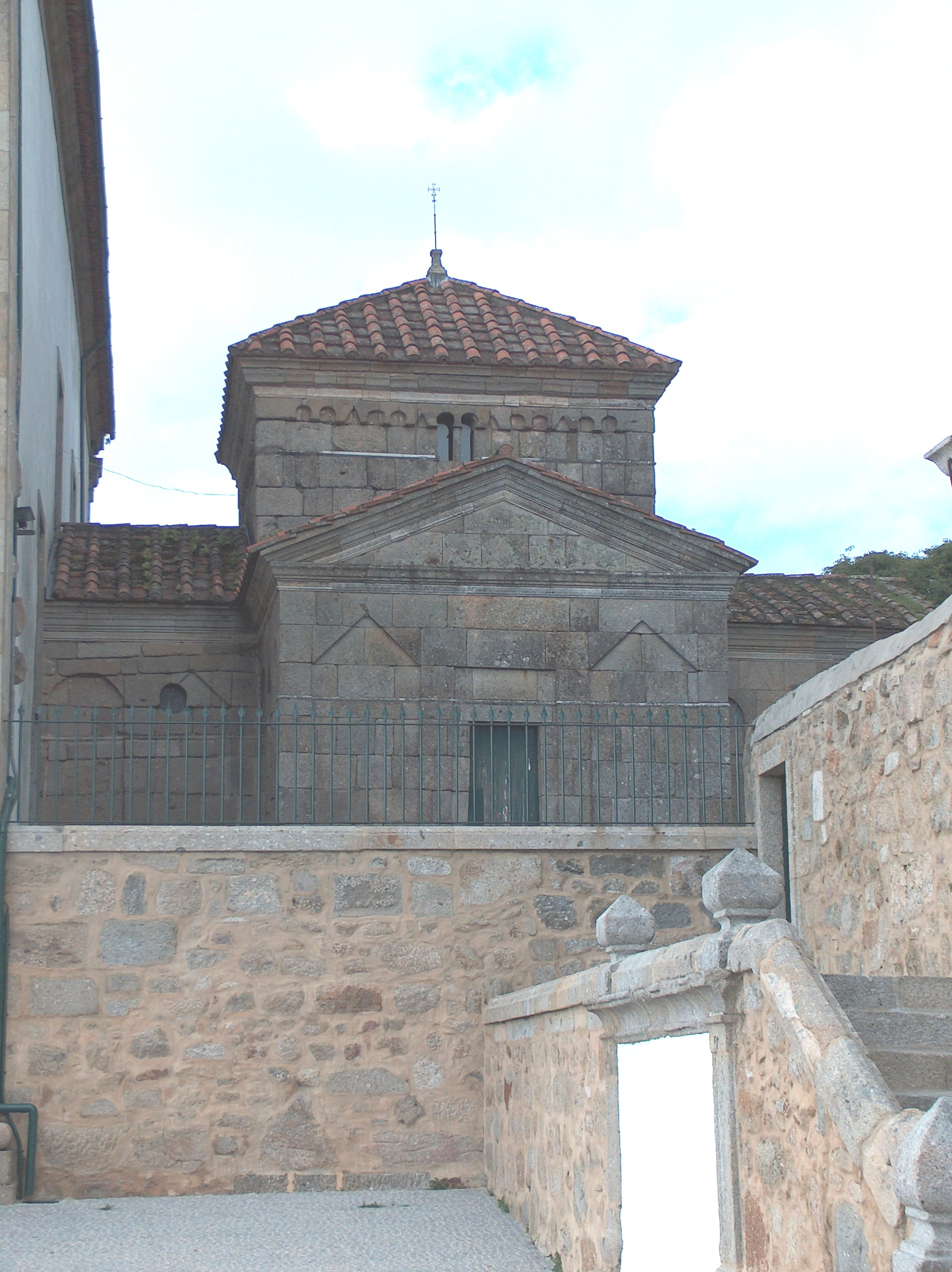
Cappella di São Frutuoso
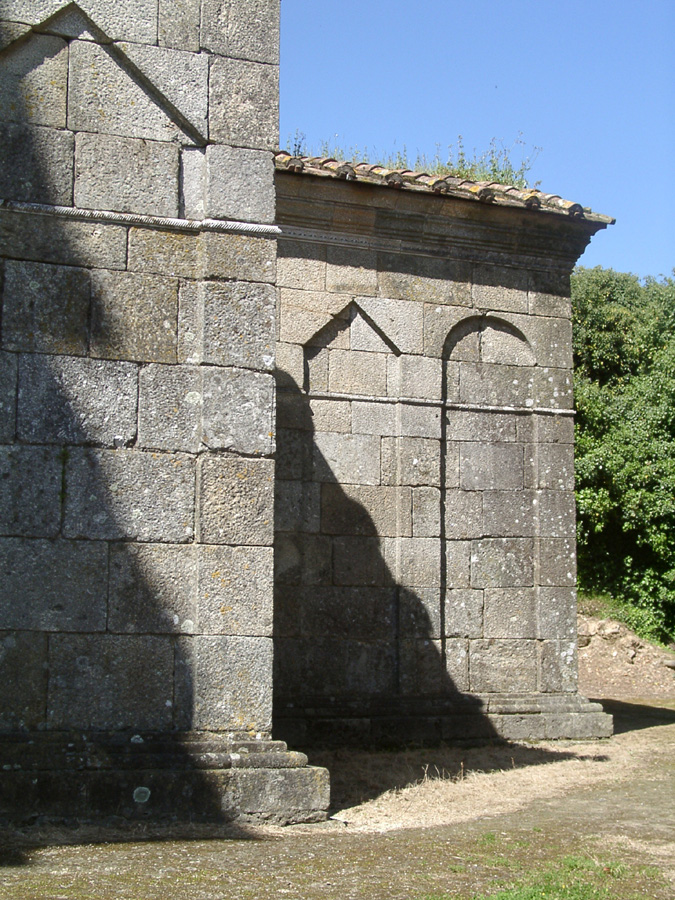
Rialzato laterale sud
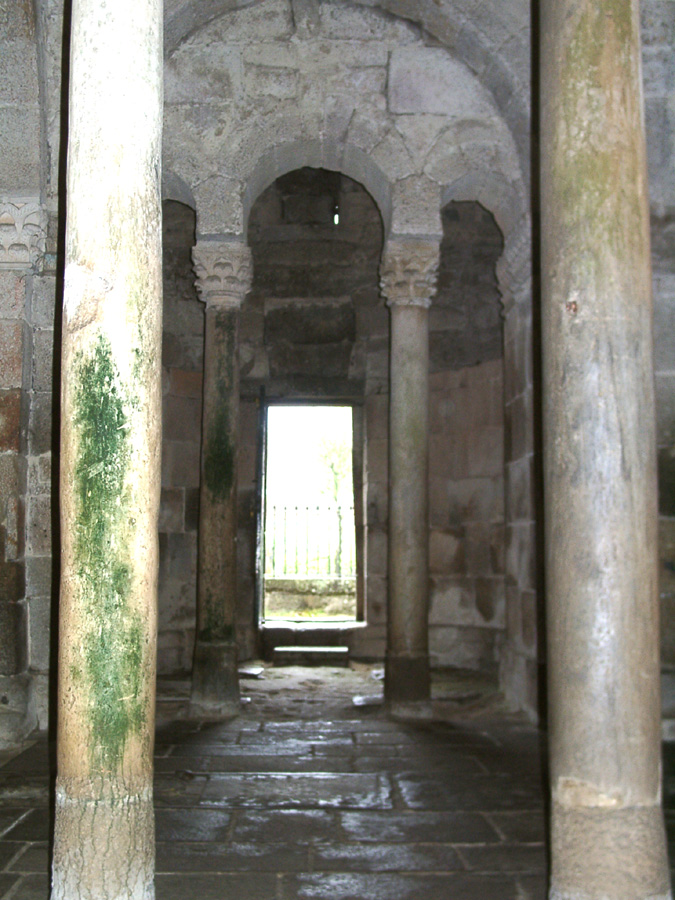
Vista dall'abside
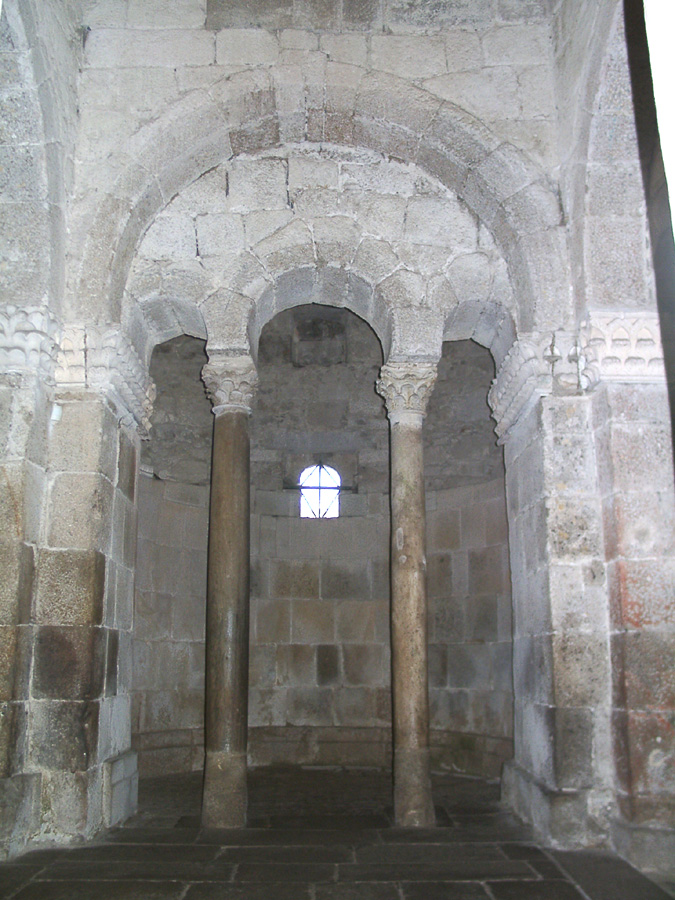
Particolare di una delle arcate triple
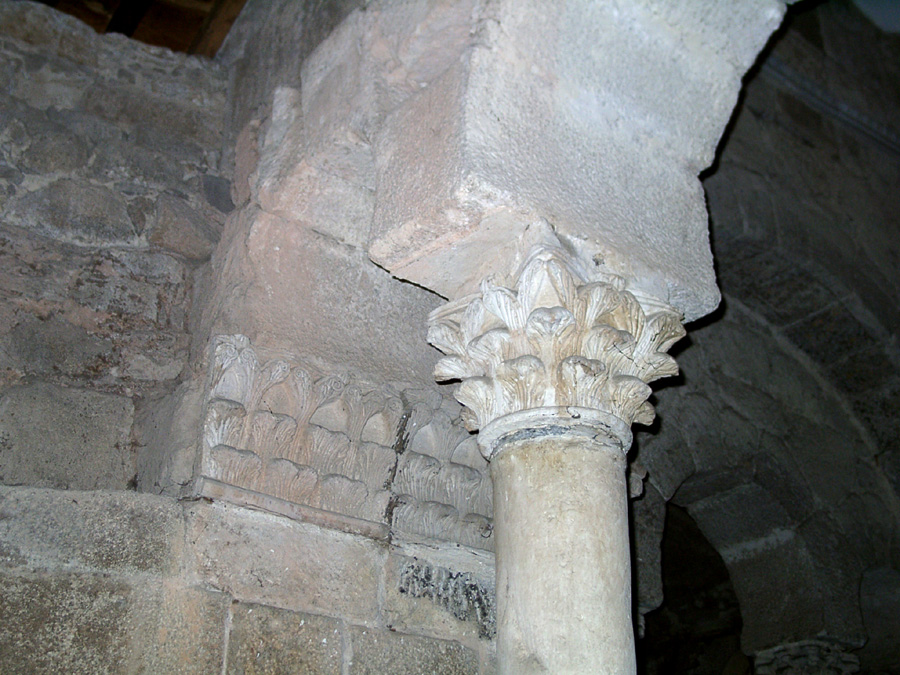
Particolare di un capitello e del fregio anteriore
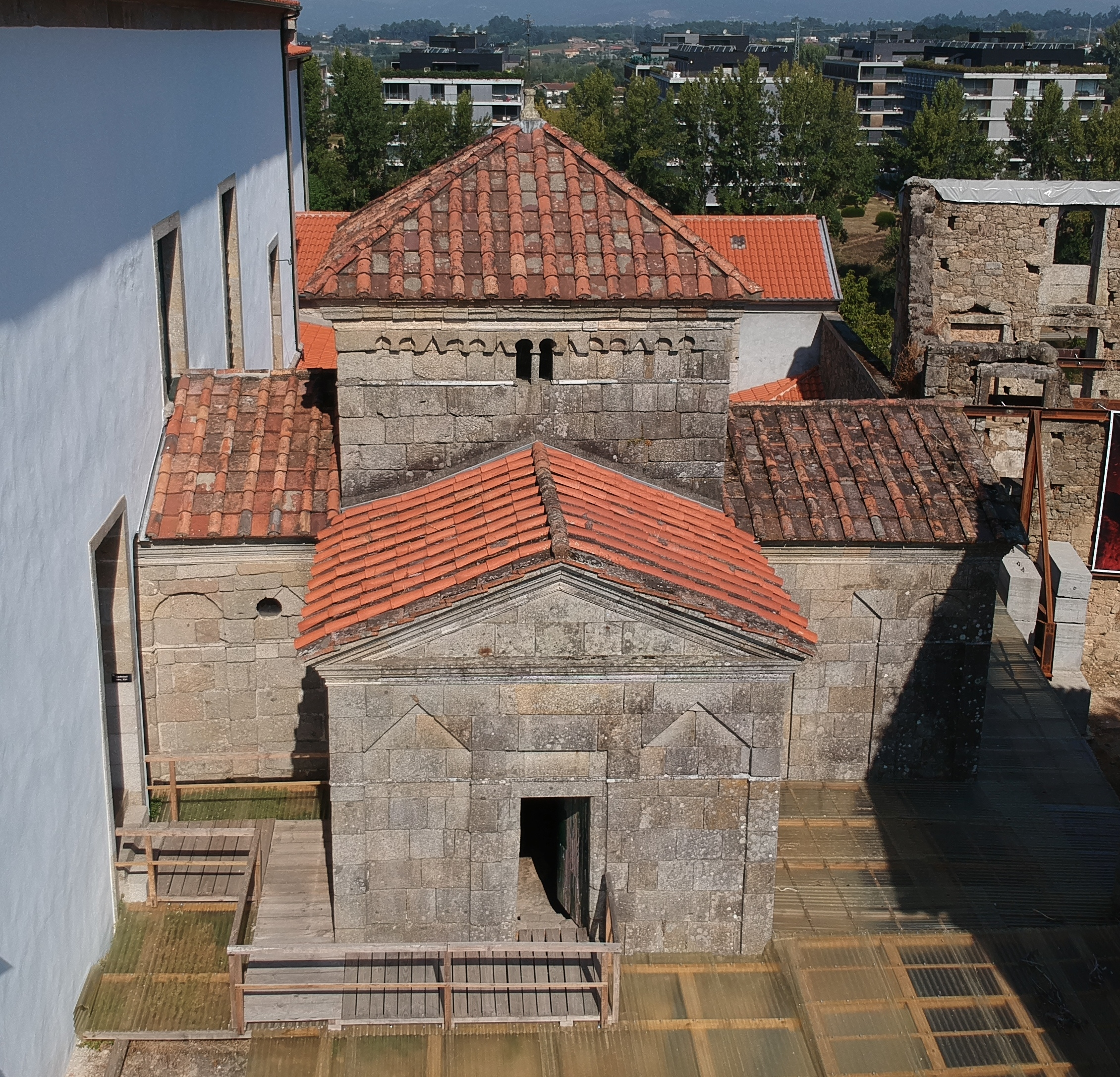
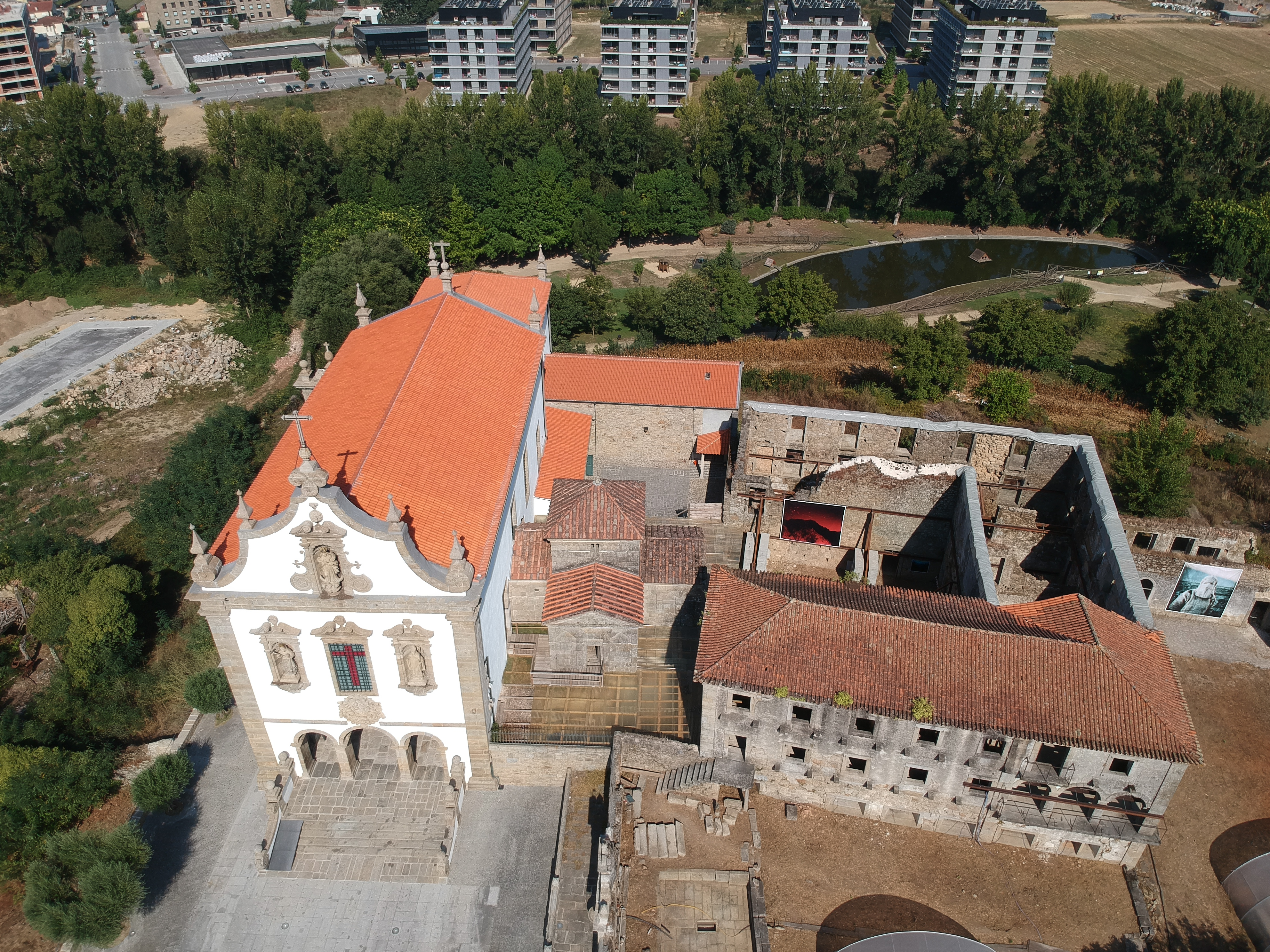